# Джувани, Луиза
Луиза Джувани (алб. Luiza Xhuvani; род. 26 марта, 1964, Саранда, НСРА) — албанская актриса театра и кино.

## Биография
Луиза Джувани родился 26 марта 1964 года в Саранде. Она одна из самых важных актрис театра и кино в своей стране и единственная албанская актриса, получившая награду на кинофестивале.
Актриса окончила Академию художеств в 1986 году, но начала работать в Национальном театре после двухлетнего опыта работы в Эстраден в Саранде. Еще будучи студентом, она начала свою актерскую карьеру и выиграла Кубок за Лучшую женскую роль кинофестиваля. В 1991 году она начала работать с 
Гьергь Джувани, ставший её мужем.
Она постоянно работает в Национальном театре. В 2004 году она получила приз за лучшую женскую роль Национального фестиваля Актримит.